# Rentamt (Sulzfeld)

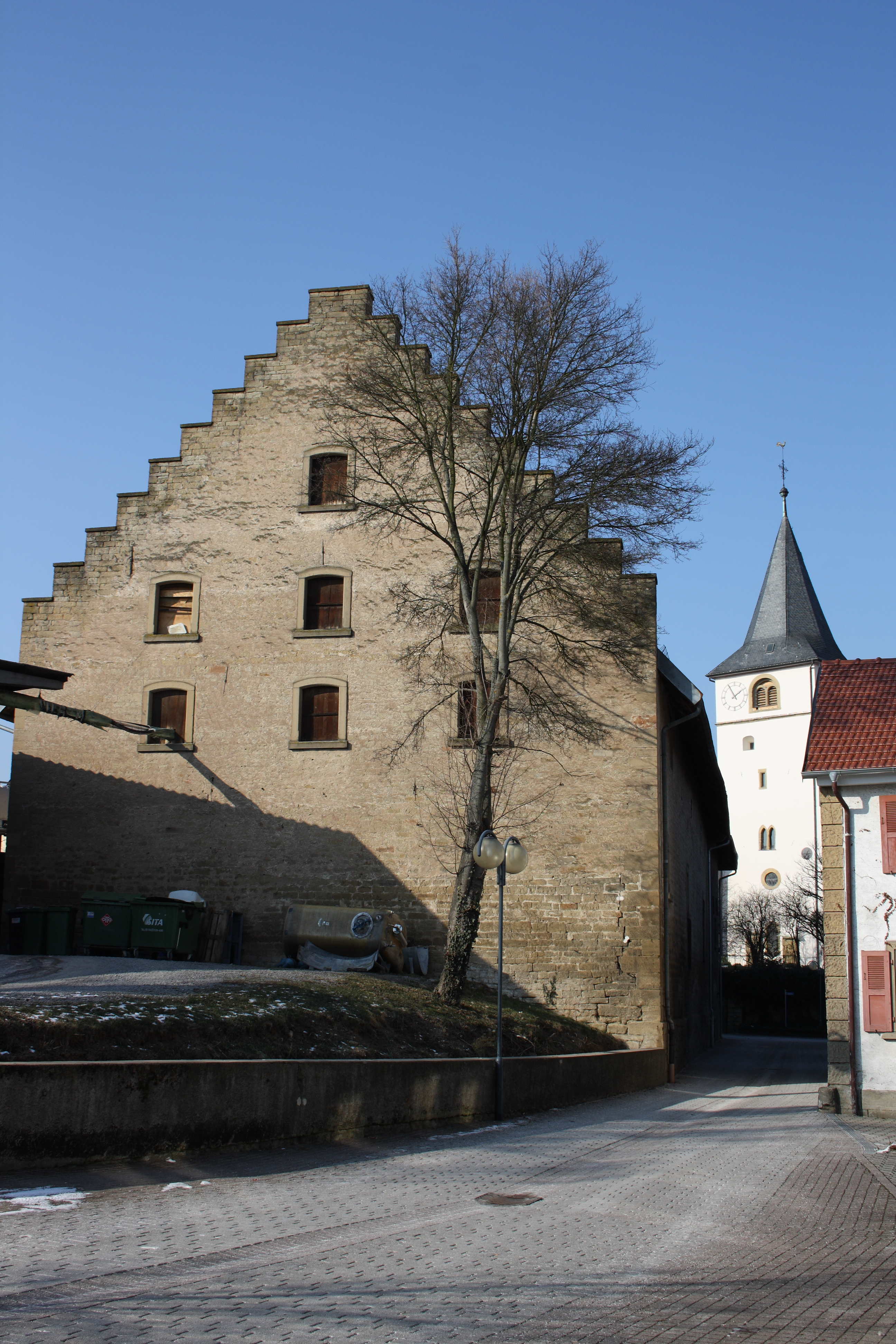
Rentamt in Sulzfeld

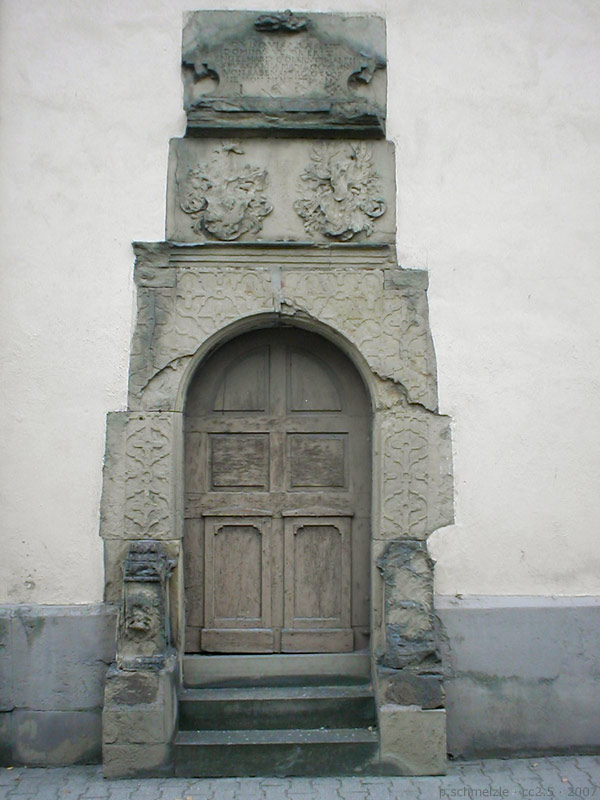
Portal des Rentamtes in Sulzfeld

Das Rentamt (auch Pforzheimer Schloss genannt) in Sulzfeld, einer Gemeinde im Landkreis Karlsruhe in Baden-Württemberg, war bis zum Verkauf im Jahre 2010 ein Schloss im Besitz der Familie Göler von Ravensburg. Seit 2020 ist es im Besitz der RoCo Familien GbR aus Eppingen-Rohrbach. Diese baut das Areal zum „WohnGut am Rentamt“ um. Das Anfang des 19. Jahrhunderts errichtete Gebäude ist ein geschütztes Kulturdenkmal.

## Beschreibung
Von dem Vorgängerbau ist noch ein Renaissanceportal von 1609 erhalten, das mit folgender lateinischer Inschrift versehen ist: „QVISQVIS ME LAESERIT DOMINVS VLTOR ERIT ENGELHARD GÖLER VON RABENSPVRG ANNA MARIA GÖLERIN VON RABENSPVRG GEBORENE VON MENTZINGEN 1609“ (Wer immer auch mich verletzen wird, der Herr wird mein Rächer sein …). Zwischen dem Portalbogen und der Inschrift ist das Allianzwappen der Erbauer des abgerissenen Renaissanceschlosses, Engelhard I. Göler von Ravensburg (1570–1654) und Anna Maria geb. von Mentzingen (1582–1641), angebracht. Engelhard I. war Obervogt in Durlach und Pforzheim und besaß in Pforzheim später auch ein Stadthaus. Von seiner Verbindung nach Pforzheim rührt die Bezeichnung Pforzheimer Schloss für das Gebäude in Sulzfeld her.
Der Flügelbau wird von einem Treppenturm flankiert, der zum 1807 abgerissenen nördlichen Gebäudeflügel gehörte.